# 삼척 도계리 긴잎느티나무
삼척 도계리 긴잎느티나무(三陟 道溪里 긴잎느티나무)는 대한민국 강원특별자치도 삼척시 도계읍 도계리에 있는 느티나무이다. 1962년 12월 7일 대한민국의 천연기념물 제95호로 지정되었다.

## 개요
긴잎느티나무는 느티나무의 변종으로 우리 나라에서만 발견되고 있는 흔치 않은 나무인데 일반 느티나무 보다 잎이 더 길고 좁다.
도계읍의 긴잎느티나무는 나이가 1000여 년 정도된 매우 오래된 나무로 추정되며, 높이 30m, 둘레 약 9.10m이다. 마을 사람들은 이 나무를 서낭당 나무로 섬기며 행복과 평안, 번영을 기원해 왔으며, 옛날에 많은 선비들이 이곳에 피난한 적이 있어서 지금도 입학 때가 되면 합격을 빌며 치성을 올리는 사람들이 있다고 한다. 전하는 말에 의하면, 이 나무가 학교 운동장에 자리하고 있어서 다른 나무로 서낭당 나무를 바꾸려고 하자 이 나무의 노여움을 사서 천둥과 번개가 쳤다고 한다.
도계읍의 긴잎느티나무는 크고 오래된 나무로서 생물학적 보존가치가 클 뿐만 아니라, 우리 조상들이 나무에 영혼을 부여하여 신성시 해온 문화적 자료로서의 가치도 높아 천연기념물로 지정하여 보호하고 있다.

## 같이 보기
- 느티나무

## 참고 자료
- 삼척 도계리 긴잎느티나무 - 국가유산청 국가유산포털